# Davide Toffolo
Davide Toffolo detto el Tofo (Pordenone, 17 gennaio 1965) è un fumettista, cantautore e chitarrista italiano, frontman dei Tre Allegri Ragazzi Morti.
Le sue opere grafiche riguardano sia i fumetti che le animazioni. Le sue due attività, fumettista e musicista, non sono separate, ma continuamente integrate da performance di disegno e musica, come le atmosfere musicali durante le sue mostre di fumetti o i videoclip dei singoli musicali.

## Biografia
(Davide Toffolo, Graphic Novel Is Dead)

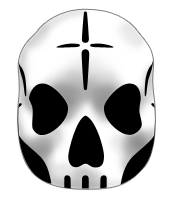
La maschera/teschio usata durante i concerti dei Tre Allegri Ragazzi Morti, disegnata dallo stesso Toffolo.

È laureato in disegno anatomico all'Università di Bologna, città dove ha frequentato la scuola di fumetto Zio Feininger di Andrea Pazienza e Lorenzo Mattotti. Uno dei suoi temi prediletti è l'adolescenza con le sue difficoltà e i suoi conflitti. Toffolo è molto legato alla storia del fumetto italiano, ha partecipato al tributo a Magnus al Bilbolbul Festival internazionale di fumetto a Bologna nel marzo 2007 con una mostra personale: "Nelle mani di Magnus" in Piazza Maggiore. Su Magnus ha anche realizzato una biografia. Oltre a Magnus tra i suoi ispiratori ci sono Pier Paolo Pasolini e Ettore Petrolini e ha dichiarato di aver avuto per un certo periodo una particolare predilezione per il Futurismo, movimento artistico che lo ha influenzato molto durante la sua vita di disegnatore e di musicista (Toffolo fondò un gruppo prima di dedicarsi ai TARM, chiamato Futuritmi). Si occupa anche di insegnare ai giovani l'arte del fumetto, collabora da più di dieci anni con scuole e associazioni culturali, nel 2000 ha realizzato un manuale: Fare Fumetto.
Nel 2008 partecipa al tour teatrale Da Solo di Vinicio Capossela, dove il cantante dei Tre Allegri Ragazzi Morti ha disegnato i side show banners.
Un suo lavoro, Il re bianco, narra la storia della morte del gorilla bianco Copito de Nieve, dello zoo di Barcellona. Nel dicembre 2010 esce la sua creazione L'inverno d'Italia che vede come protagonisti due bambini sloveni che vivono la realtà del campo di concentramento friulano di Gonars  durante la seconda guerra mondiale. Sempre nel 2010, a Torino, guida un workshop di romanzo a fumetti per il progetto SettantaOttanta, supportato dal Museo nazionale del Cinema, sui fatti legati alla marcia dei quarantamila.

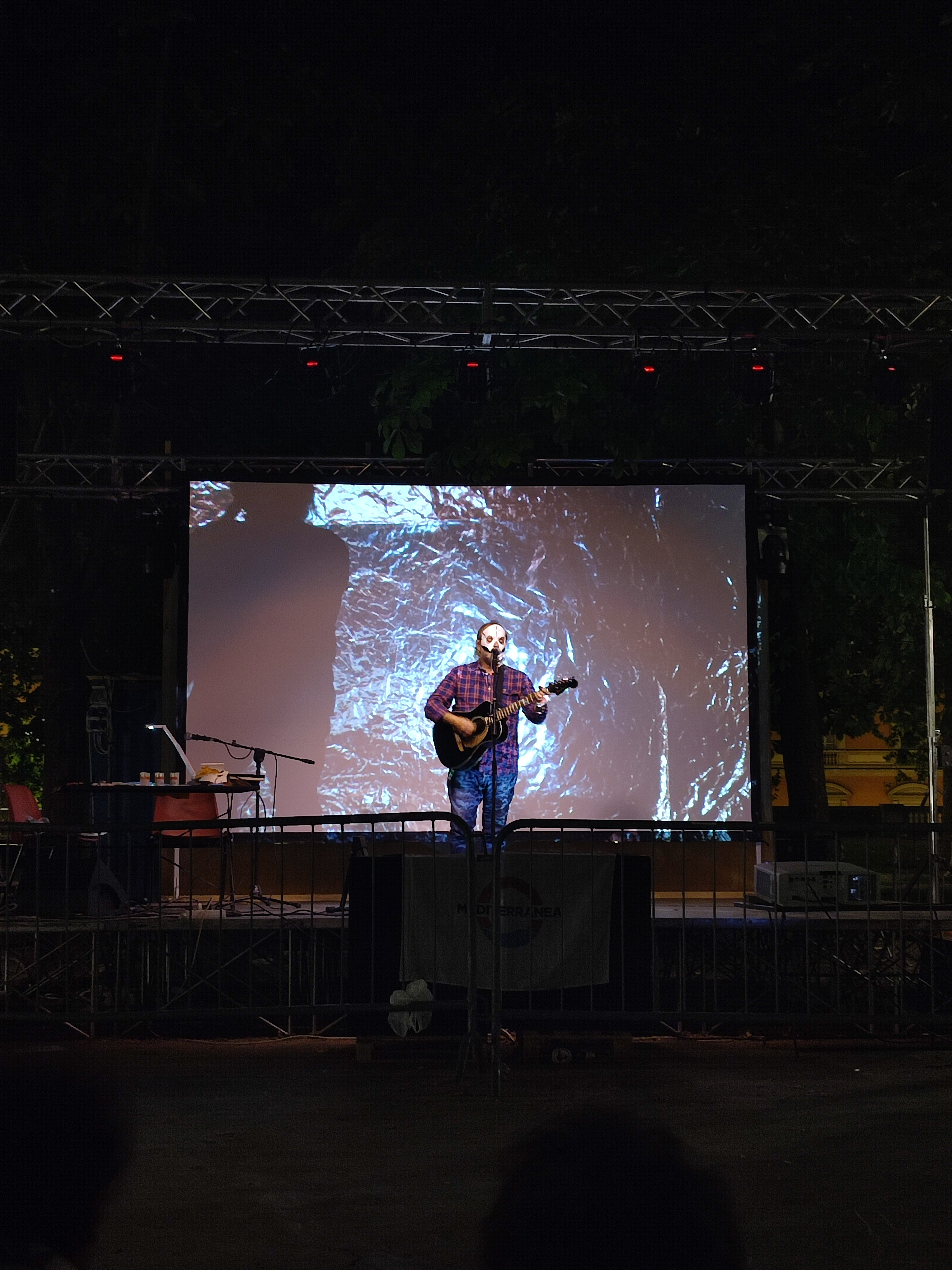
Davide Toffolo si esibisce al Parco della Montagnola di Bologna nel 2023

Nel 2011 propone uno spettacolo teatrale ispirato al suo fumetto Intervista a Pasolini. Lo spettacolo ha visto Toffolo accompagnare con i suoi disegni le parole di Pier Paolo Pasolini (che recita le sue poesie). Gli altri due componenti dei Tre Allegri Ragazzi Morti (ossia Enrico Molteni e Luca Masseroni) hanno creato il sound musicale dello spettacolo.
Nel settembre del 2011 progetta uno spettacolo dal titolo Working Class Superheroes, per festeggiare i 100 anni della Casa del popolo di Pordenone.
Nel 2014 pubblica una nuova opera, Graphic Novel is Dead, autobiografia dell'artista in 140 tavole. L'opera da inquadrarsi in una prospettiva più ampia, quella del ventesimo anno di attività del gruppo dei Tre Allegri Ragazzi Morti. Il secondo passo di questa celebrazione è il musical Cinque Allegri Ragazzi Morti, trasposizione teatrale della nota serie a fumetti di Toffolo, in scena al Teatro Litta di Milano dal 16 al 20 gennaio 2014.
Nel 2017 cura Istituto Italiano di Cumbia, prima compilation di cumbia prodotta in Italia, targata La Tempesta Sur, estensione de La Tempesta Dischi.
È stato scelto per assumere il ruolo di "Magister" nell'edizione del 2020 del Napoli Comicon, che però è stata cancellata a causa delle restrizioni imposte dal governo per la Pandemia di COVID-19 del 2020. Nello stesso anno pubblica il fumetto a tiratura limitata "Andrà tutto benino" contenente vignette che narrano tale epidemia dal punto di vista dello stesso COVID-19.
Il 17 dicembre 2020, durante la trasmissione Sanremo Giovani 2020, viene annunciato come partecipante al Festival di Sanremo 2021 con il brano Bianca luce nera insieme agli Extraliscio. La produzione è della Betty Wrong Edizioni Musicali di Elisabetta Sgarbi, al suo esordio come editore musicale. Toffolo ha dichiarato che il brano, pieno di suggestioni visive e musicali, sembra scritto con il vocabolario dei Tre Allegri Ragazzi Morti. Il 6 marzo 2021 pubblica, in allegato al mensile Linus, La canzone disegnata, un fumetto che racconta attraverso sedici tavole il brano presentato al Festival di Sanremo.
Il 24 aprile 2022 in occasione della serata di premiazione dei Premi Micheluzzi del Comicon dà il suo addio al mondo dei fumetti.

## Opere
Questa è una lista parziale delle opere a fumetti dell'autore.

### Albi autoconclusivi
- Animali (con Giovanni Mattioli), Kappa Edizioni, 1998
- Fregoli, Kappa Edizioni, 1998
- Fare Fumetti. Manuale di fumetti a fumetti, Viva Comix, 2000
- Carnera, la montagna che cammina, Viva Comix, 2001
- Intervista a Pasolini, Biblioteca dell'immagine, 2002 poi Coconino Press 2005
- Anatomia di una adolescenza, Viva Comix, 2005
- Il re bianco, Coconino Press, 2005
- Très! Fumetti per il teatro, Coconino Press, 2008
- Lezioni di fumetto, coniglio editore, 2009
- L'inverno d'Italia, Coconino Press, 2010
- Graphic Novel is Dead, Rizzoli Lizard, 2014[1]
- Il Re Bianco, BAO Publishing, 2018
- Il Cammino della Cumbia, Oblomov Edizioni, 2018
- Graphic Novel is Back, Rizzoli Lizard, 2019
- Andrà tutto benino, La Tempesta Dischi, 2020[23]
- Come rubare un Magnus, Oblomov Edizioni, 2020
- L'ultimo vecchio sulla Terra, Rizzoli Lizard, 2021 con Remo Remotti

### Serie
- Cinque allegri ragazzi morti, Panini Comics, Fandango, 1999-2001, 8 voll. (ristampe Coconino Press 2008 in 3 voll. e 2011 in un unico volume)

## Video
Questi sono alcuni dei videoclip a cartoni animati disegnati (o anche diretti) da Davide Toffolo.

### Per i Tre allegri ragazzi morti
- Occhi bassi, 1999
- Francesca ha gli anni che ha, 2001
- Ogni adolescenza, 2001
- Quasi adatti, 2001
- Voglio, 2004
- Il mondo prima, 2007

### Per altri gruppi
- Stai mai ca’, 24 Grana, 1999
- Voglio armarmi, Punkreas, 2000
- Mister, Snaporaz, 2001
- Fortunello, Señor Tonto
- Sono un'immondizia, Prozac+, 2004
- L'intensità standard del vuoto, i Melt, 2005
- Per combattere l'acne, Le luci della centrale elettrica, 2008
- Punk Lullaby, Zen Circus, 2008
- La mia mano sola, Sick Tamburo, 2012
- Dialogo tra una bionda e un gorilla, Jovanotti Tour 2015

## Discografia

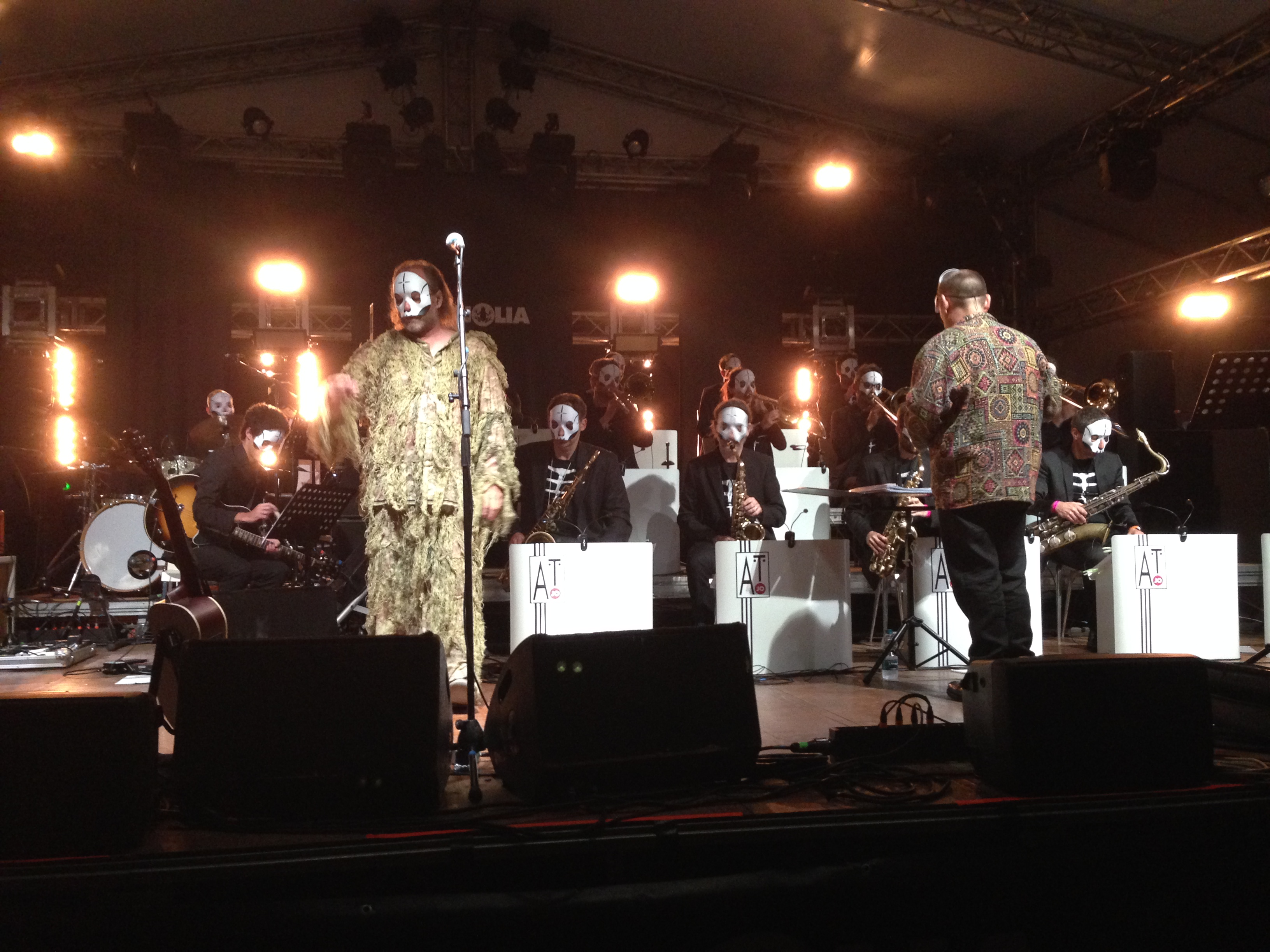
Toffolo con l'Abbey Town Jazz Orchestra al Circolo Magnolia di Milano nel 2015

### Con i Futuritmi
- Il bambino che baciava... e marameo alla morte, 1989

### Con i Tre Allegri Ragazzi Morti
Album in studio
- 1994 – Mondo naïf (autoproduzione)
- 1995 – Allegro pogo morto (autoproduzione)
- 1999 – Mostri e normali
- 2001 – La testa indipendente
- 2004 – Il sogno del gorilla bianco
- 2007 – La seconda rivoluzione sessuale
- 2010 – Primitivi del futuro
- 2012 – Nel giardino dei fantasmi
- 2016 – Inumani
- 2019 – Sindacato dei sogni
- 2022 – Meme K Ultra (con i Cor Veleno)
- 2024 - Garage Pordenone

Album di remix
- 2010 – Primitivi del dub

Album dal vivo
- 1997 – Piccolo intervento a vivo
- 2013 – Il fantastico introvabile live. Bootleg
- 2014 – Unplugged

Raccolte
- 2002 – Le origini
- 2015 – Quando eravamo swing (con l'Abbey Town Jazz Orchestra)

EP
- 1996 – Si parte (autoproduzione)
- 2000 – Il principe in bicicletta
- 2010 – XL Dub Sessions